# Bhuj
Bhuj este un oraș în Gujarat, India.

## Clima
| Date climatice pentru Bhuj            | Date climatice pentru Bhuj | Date climatice pentru Bhuj | Date climatice pentru Bhuj | Date climatice pentru Bhuj | Date climatice pentru Bhuj | Date climatice pentru Bhuj | Date climatice pentru Bhuj | Date climatice pentru Bhuj | Date climatice pentru Bhuj | Date climatice pentru Bhuj | Date climatice pentru Bhuj | Date climatice pentru Bhuj | Date climatice pentru Bhuj |
| Luna                                  | Ian                        | Feb                        | Mar                        | Apr                        | Mai                        | Iun                        | Iul                        | Aug                        | Sep                        | Oct                        | Nov                        | Dec                        | Anual                      |
| ------------------------------------- | -------------------------- | -------------------------- | -------------------------- | -------------------------- | -------------------------- | -------------------------- | -------------------------- | -------------------------- | -------------------------- | -------------------------- | -------------------------- | -------------------------- | -------------------------- |
| Maxima medie °C (°F)                  | 26 (79)                    | 28 (82)                    | 33 (91)                    | 37 (99)                    | 38 (100)                   | 36 (97)                    | 32 (90)                    | 31 (88)                    | 33 (91)                    | 35 (95)                    | 32 (90)                    | 27 (81)                    | 32,3 (90,2)                |
| Minima medie °C (°F)                  | 11 (52)                    | 13 (55)                    | 17 (63)                    | 21 (70)                    | 25 (77)                    | 26 (79)                    | 25 (77)                    | 24 (75)                    | 23 (73)                    | 21 (70)                    | 16 (61)                    | 12 (54)                    | 19,5 (67,1)                |
| Minima istorică °C (°F)               | −1 (30)                    | −1 (30)                    | 8 (46)                     | 13 (55)                    | 16 (61)                    | 16 (61)                    | 19 (66)                    | 19 (66)                    | 17 (63)                    | 12 (54)                    | 7 (45)                     | 3 (37)                     | −1 (30)                    |
| Precipitații mm (inches)              | 0 (0)                      | 0 (0)                      | 0 (0)                      | 0 (0)                      | 0 (0)                      | 30 (1.18)                  | 160 (6.3)                  | 70 (2.76)                  | 40 (1.57)                  | 0 (0)                      | 0 (0)                      | 0 (0)                      | 300 (11,81)                |
| Umiditate [%]                         | 54                         | 52                         | 53                         | 56                         | 60                         | 70                         | 76                         | 78                         | 78                         | 72                         | 52                         | 55                         | 63                         |
| Nr. mediu de zile ploioase (≥ 0.1 in) | 0                          | 0                          | 0                          | 0                          | 0                          | 2                          | 9                          | 4                          | 3                          | 0                          | 0                          | 0                          | 18                         |
| Sursă: Weatherbase                    |                            |                            |                            |                            |                            |                            |                            |                            |                            |                            |                            |                            |                            |